# Сен-Лу-де-Бюффиньи
Сен-Лу-де-Бюффиньи́ (фр. CraSaint-Loup-de-Buffignyncey) — коммуна во Франции, находится в регионе Шампань — Арденны. Департамент — Об. Входит в состав кантона Ромийи-сюр-Сен-1. Округ коммуны — Ножан-сюр-Сен.
Код INSEE коммуны — 10347.
Коммуна расположена приблизительно в 105 км к юго-востоку от Парижа, в 80 км юго-западнее Шалон-ан-Шампани, в 37 км к северо-западу от Труа.

## Население
Население коммуны на 2008 год составляло 181 человек.
| 1962 | 1968 | 1975 | 1982 | 1990 | 1999 | 2008 |
| ---- | ---- | ---- | ---- | ---- | ---- | ---- |
| 124  | 137  | 141  | 154  | 161  | 164  | 181  |

## Экономика
В 2007 году среди 105 человек в трудоспособном возрасте (15—64 лет) 92 были экономически активными, 13 — неактивными (показатель активности — 87,6 %, в 1999 году было 71,0 %). Из 92 активных работали 87 человек (51 мужчина и 36 женщин), безработных было 5 (1 мужчина и 4 женщины). Среди 13 неактивных 3 человека были учениками или студентами, 8 — пенсионерами, 2 были неактивными по другим причинам.

## Достопримечательности
- Менгир «Аббат Пьер». Памятник истории с 1993 года[3]

## Фотогалерея
- Сен-Лу-де-Бюффиньи
- Карта коммуны